# Colonia Italiana
Colonia Italiana se encuentra ubicada en la Pedanía Liniers, Departamento Marcos Juárez, provincia de Córdoba, Argentina.Ubicada en la pampa húmeda a 350 km de la Ciudad de Córdoba, a 180 km de Rosario y a tan solo 2 km de Corral de Bustos, limita al este con la provincia de Santa Fe. La zona rural de Colonia Italiana abarca una superficie de 29500 Has. 
La fecha de Fundación de la localidad es el 19 de marzo de 1896 y su fiesta patronal es el día 15 de agosto en conmemoración a la Virgen de la Asunción. Desde sus origines, tuvo distintas denominaciones: La Italiana, Villa Italiana y Pueblo Italiano. Hasta que en 1944 Pueblo Italiano finalmente pasa a llamarse Colonia Italiana. La principal actividad económica es la agricultura seguida por la ganadería.

### Población
Cuenta con 730 habitantes (Indec, 2022), lo que representa un descenso del 1,08% frente a los 738 habitantes (Indec, 2010) del censo anterior.
| Gráfica de evolución demográfica de Colonia Italiana entre 1991 y 2022 |
|                                                                        |
| Fuente: Censos nacionales del INDEC                                    |

## Historia

### Toponimia
El nombre surge de las resonancias  itálicas de los primeros colonos, los cuales en su mayoría habían arribado provenientes de la región de Piamonte y Lombardía, Italia.  

### Ley de colonias
El 31 de julio de 1886, la legislatura cordobesa sanciona la primera Ley de colonias con que contara la provincia. Esta ley reglamenta en sus siete primeros artículos la fundación de colonias por parte del poder ejecutivo provincial, estableciéndose los siguientes criterios: deben ser creadas en campos fiscales, deben dejarse solares para el pueblo, su extensión no podrá ser mayor a cuatro leguas cuadradas y se eximirá a los adquirientes de impuestos fiscales por el término de diez años. Con su aplicación se pretendía atraer una colonización laboriosa y respaldados por esta legislación, comenzaron a florecer pueblos y colonias en la pampa virgen.

### Fundación
Juan Gödeken nació en Bremmen, Alemania, el 25 de septiembre de 1851. Siendo muy joven emigró a la Argentina. A partir de 1887 se inicia el proceso de fundación de colonias, resultando 12 las colonias fundadas en Santa Fe y Córdoba. 
Se registran los primeros pobladores de Colonia Italiana en 1860; no obstante los primeros registros de tierras en manos de dueños privados y escrituras datan de 1867 con Enrthal y Sick como propietarios. En 1881 Enrthal le vende terrenos a Pedro Funes y éste a Vieyra en 1888, traspasando al Banco de Santa Fe estas tierras en el año 1891. El 31 de marzo de 1892 El Banco de Santa Fe le otorga las escrituras a favor de Juan Gödeken. Sin perder tiempo Gödeken comienza la venta de lotes y al día siguiente (01/04/1892), el lote 35 sería la primera escritura con 169 ha a nombre de Miguel Manavella; le seguirían el mismo mes Antonio Primo, Bartolo Manavella, Bautista Bruera y Andrés Vaira quienes se convertirían en los primeros pobladores de Colonia Italiana. Cuando ya tenía casi la totalidad de la colonia vendida, Gödeken solicita al Gobierno de la provincia acogerse a los beneficios de la Ley de Colonias de 1886, lo cual le es concedido el 19 de marzo de 1896 aprobando los planos del Pueblo.
El lote número 21 sería el elegido para la fundación del pueblo, el lote 4 quedaría para lo que luego sería Corral de Bustos. La división de tierras encontraba a Carlos Von Ifflinger al norte y Juan Gödeken al sur, si tomamos como referencia a la actual ruta provincial N.º 11.
Los antecedentes consultados permiten suponer que tanto Juan Gödeken como Carlos Von Ifflinger supieron con anticipación y más o menos simultáneamente el lugar de ubicación de la estación ferrocarril. Las autoridades inglesas debían tratar con ellos la compra o donación del terreno para el cuadro de la estación y la franja de 35m a cada lado de la vía férrea. Sin embargo, es claro que Gödeken no lo sabía en 1896, porque de otro modo hubiera fundado el pueblo de la Colonia Italiana en el lote 4 (donde actualmente se encuentra Corral de Bustos) y no en el lote 21. Sin embargo, supo retener sin vender a ningún colono el lote 4 y terminar comercializándolo directamente con las autoridades del ferrocarril. En tres oportunidades Colonia Italiana estuvo cerca contar con el paso del ferrocarril, en 1900 figura su paso por las colonias Amistad, Italiana, Isla Verde y Barge, sin embargo al pasar el ferrocarril planto la estación en Corral de Bustos. Un informe de la Oficina de Estadísticas de la provincia consigna que para 1897 la población de la colonia Italiana estaba compuesta por 60 familias: 5 argentinas, 47 italianas, 5 francesas y 3 españolas; cabe destacar que parte de las Colonias María Gödeken (al oeste), Palatina y Sick (al Sur) y Amistad (al este), se encontraban en la zona rural de Colonia Italiana.

### Primeras instituciones
Juan Gödeken había destinado, como la Ley lo imponía, la manzana N.º 50 del pueblo para cementerio, pero el 24 de septiembre de 1898 se dirige al ministro de Hacienda, Colonias y Obras Públicas de la provincia solicitando que sea puesto el cementerio en un terreno situado en el ángulo noroeste del lote número 29 de la Colonia Italiana, adquirido con este propósito por los habitantes
El 10 de junio de 1900, se reúnen los vecinos a los fines de instiutir una Comisión para la edificación de la iglesia parroquial. Cuatro días después la Comisión ya se hallaba en plena tarea de recaudar fondos por medio de suscripción pública para la edificación del Templo.
Al iniciarse el año 1901 se instala el Registro Civil que estuvo a cargo de Marcelino Pérez. El 20 de septiembre de ese mismo año se funda una sociedad filantrópica que llevaba el nombre de Sociedad Italiana de Socorro Mutuo Principessa Yolanda.
A causa de contar con pocos alumnos, se cierra una escuela en Ballesteros y la misma es trasladada con su Director, Manuel Franco, a la Colonia Italiana comenzando a funcionar al iniciarse el ciclo lectivo de 1906. Al año siguiente la Comisión municipal convoca a reunión el 1 de mayo para nombrar una Comisión a los fines de levantar un edificio para la escuela en el terreno que a tal efecto donara Juan Gödeken en diciembre de 1901.
En 1907 se inician los trámites para la instalación de una línea telefónica desde Chañar Ladeado.
El 18 de julio de 1908 se establece un juez de Paz. El 7 de noviembre de ese año asume una nueva Comisión municipal presidida por el Sr. Luis Demo. 
A partir de 1919 existió una única municipalidad para los tres pueblos con sede en pueblo Ifflinger, el poder era uno solo para las tres localidades así residiera en un punto u otro.
Durante un brevísimo lapso de tiempo, entre el 15 de febrero y el 6 de julio de 1924, cuando la Municipalidad Corral de Bustos absorbió a su vecina de Colonia Italiana, la denominación del conjunto en los libros del Concejo Deliberante pasó a ser “Ifflinger, Corral de Bustos y La Italiana”
Según la Ley Orgánica Municipal N.º 3373, La Italiana estaba en condiciones de convertirse en municipalidad electiva. Aprobada esta medida, se constituye la junta electoral municipal, el 20 de junio de 1925. El 15 de noviembre el electorado consagró a Manassero en la intendencia, convirtiéndose así en el primer intendente de la localidad. En 1935 se adquiere el terreno donde comienza a construirse la municipalidad.

## Intendentes
En orden cronológico, Marcos Manassero, León Peiretti, Pedro Franco, Juan Gonella, Alfredo Picatto, Ambrosio Manassero, José Altamar, Miguel Madoz, Camilo Oga, Ricardo Gusella, Felipe Murphy, Celso Amadori, Alberto Priotto.

## Símbolos comunales

### El escudo
El Escudo de Armas fue oficializado el 3 de febrero de 1986 por ordenanza y promulgada por el decreto   4/86 del gobierno municipal encabezado por el intendente Celso Víctor Amadori y el promotor del mismo, el secretario de gobierno Alberto Priotto.

#### Significado
La forma de su campo, cuartelado en cruz, representa la provincia de Córdoba. El esmalte de todos sus cuarteles es de plata y el campo tiene bordura en azur, ambos extraídos de los símbolos nacionales. 
- ·        Las manos diestras entrelazadas representan la unión fraternal, amistad y fidelidad, que figuran en nuestro escudo nacional.
- ·        El reloj, símbolo distintivo y característico de la localidad, es la reproducción del existente en la plaza pública de la localidad.
- ·        El arado de mancera, recuerda el origen del pueblo, usado por los inmigrantes italianos. El toro y el arado mancera es la representación de su actividad ganadera.
- ·        El mate conmemorando el festival nacional que anualmente se celebra en esta localidad.[5]

## Educación

#### Jardín de infantes
- Rosario Vera Peñaloza

#### Escuelas primarias
- General San Martín
- Islas Malvinas (escuela rural)
- Ceferino Namuncurá (escuela rural)
- Alfonsina Storni (escuela rural)

#### Escuela secundaria
- Secundaria para adultos Cenma 196

## Instituciones
- Guardería y comedor municipal Rayito de Luz.
- Centro de jubilados y pensionados.
- Biblioteca municipal Juan Gödeken.
- Círculo Recreativo y Deportivo Italianense.

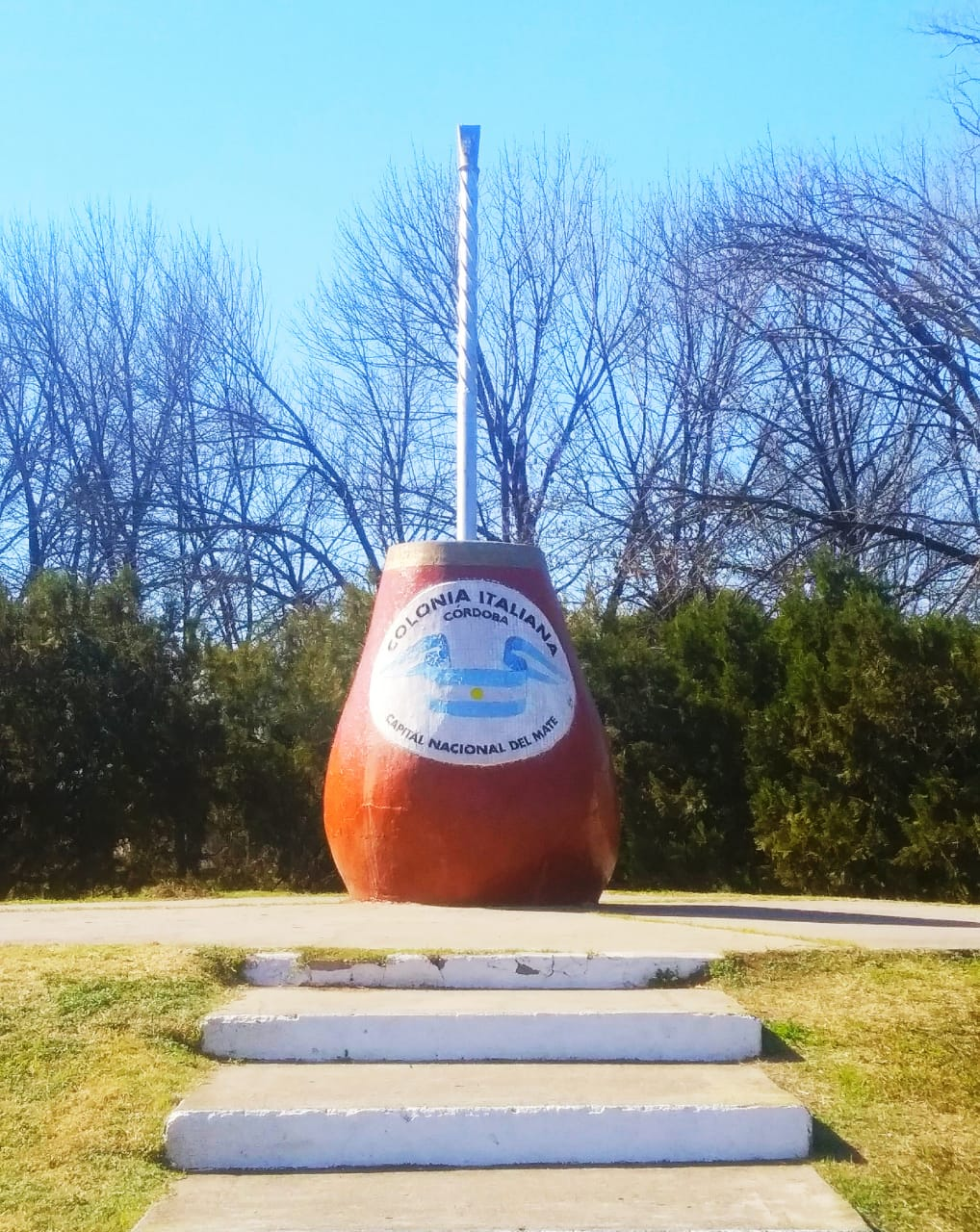
Monumento al mate

- Club Juvenil Mariano Moreno.

## Festival Nacional del Mate
El 16 de agosto de 1969, Felipe Murphy (intendente de esa época) junto a la comisión de cultura impulsaron el “Primer encuentro regional Amigos del mate” que tuvo lugar en el Círculo Recreativo y Deportivo Italianense. Dionisio Cabrera fue designado padrino de aquel primer encuentro. En base al éxito obtenido se reglamenta por decreto al año siguiente la realización del evento que estaría a cargo de la Comisión Nacional del Mate. En agosto de 1972 fue elevada a "Festival Nacional del Mate" actuando en esa oportunidad Los Trovadores y Horacio Guarany. El festival se desarrolla actualmente entre los meses de agosto y septiembre. Existen otras fiestas similares en Paraná, Entre Ríos.
Podemos encontrar en el parque municipal Felipe Murphy un monumento al mate, símbolo que otorga especial significación a dicho festival.

## Parroquias de la Iglesia católica en Colonia Italiana
| Diócesis  | Villa de la Concepción del Río Cuarto |
| Parroquia | Ntra. Señora de la Asunción           |